# アメデーオ9世・ディ・サヴォイア
アメデーオ9世・ディ・サヴォイア（Amedeo IX di Savoia, 1435年2月1日トノン＝レ＝バン - 1472年3月30日ヴェルチェッリ）は、サヴォイア公、ピエモンテ公、アオスタ伯、モーリエンヌ伯、ニース伯（在位：1465年 - 1472年）。ルドヴィーコとアンヌ・ド・リュジニャンの長男。通称イル・ベアート（il beato：福者）は、17世紀に教皇インノケンティウス11世により列福されたことによる。フランス語名アメデ9世・ド・サヴォワ（Amédée IX de Savoie）。
フランス王シャルル7世の娘ヨランド（ヨランダ Iolanda）との間に以下の子をもうけた。
- ルイージ（Luigi, 1453年 - 1453年）
- アンナ（Anna, 1455年 - 1480年） - 1478年、後のナポリ王フェデリーコ1世と結婚。
- カルロ（Carlo, 1456年 - 1471年） - ピエモンテ侯
- ルドヴィーカ（Ludovica, 1462年 - 1503年） - ユーグ・ド・シャロンと結婚、19世紀に列福
- フィリベルト1世（Filiberto I, 1465年 - 1482年） - サヴォイア公
- ベルナルド（Bernardo, 1467年 - 1467年）
- カルロ1世（Carlo I, 1468年 - 1490年） - サヴォイア公
- ジャコモ・ルイージ（Giacomo Luigi, 1470年 - 1485年） - ジュネーヴ及びジェクス伯
- マリーア（Maria, ? - 1500年） - 1480年にヌーシャテル伯フィリップと結婚
- ジャン・クラウディオ（Gian Claudio, 1472年 - 1472年）